# Zwierciadła Fresnela
Zwierciadła Fresnela to rodzaj interferometru dwuwiązkowego.

## Budowa i zasada działania

S – źródło światła, S_{1}, S_{2} – pozorne źródła światła, Z_{1}, Z_{2} – zwierciadła, B – przesłona, E – ekran, D – obszar interferencji

W interferometrze Fresnela dwa płaskie zwierciadła Z1 i Z2 stykają się ze sobą jedną krawędzią. Kąt między płaszczyznami zwierciadeł jest bliski zeru. Źródło światła S umieszcza się za przesłoną B oddzielającą źródło od ekranu, aby na ekran padało tylko światło odbite od zwierciadeł. Zwierciadła odbijają dwa promienie tak, jakby pochodziły od dwóch źródeł pozornych S1 i S2. W obszarze D na ekranie E (na rysunku) obserwuje się interferencję.